# コスタ・アトランチカ
マーガレットビル・アット・シー・アイランダーは、マーガレットビル・アット・シーが運航しているクルーズ客船。以前はカーニバルがコスタ・アトランチカと呼ばれていたが、2023年10月16日に売却された。

## 概要
コスタ・アトランチカ級の1番船で、2000年6月30日、フィンランドのクヴァルネル・マサ造船所ヘルシンキ工場で竣工。船価は3億7500万ドル。
客室は全部で1,057室あり、そのうちの845室が海側に面している。
7月16日より東地中海クルーズに就航した。
主機には環境に配慮してNOx排出量を低減させたヴァルチーラ 9L46D型ディーゼルを採用し、イタリア船級協会（RINA）が定めた新環境基準を満たした最初の船舶となった。
また本船の各デッキには「La Strada」、「La Dolce vita」等、イタリアの映画監督フェデリコ・フェリーニの作品名が付けられている。
その後同型の2番船が2003年に建造され、さらにカーニバル・クルーズ・ライン向けにほぼ同型船（カーニバル・スピリット級）が4隻建造された。

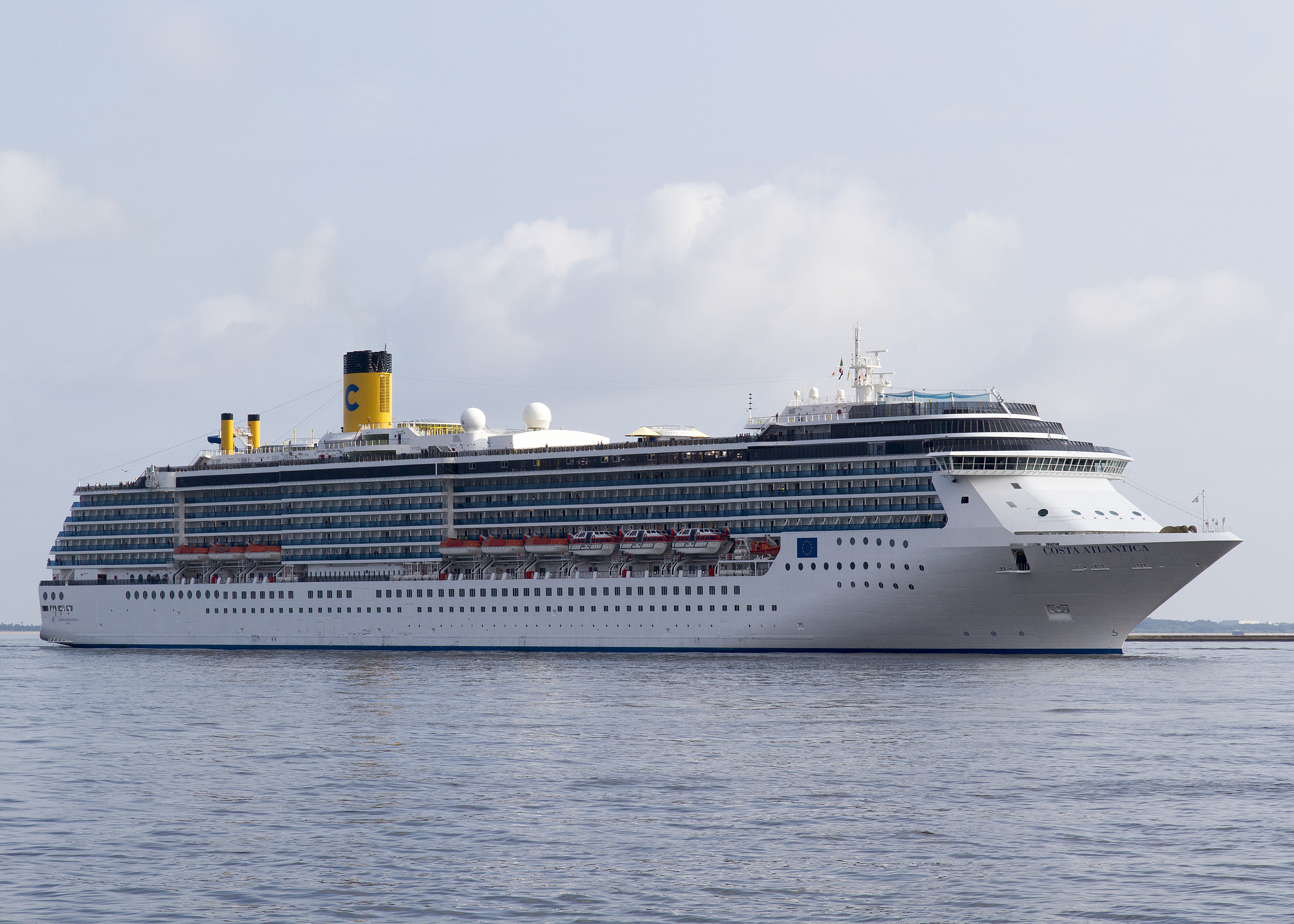
コスタ・アトランチカ　博多港にて
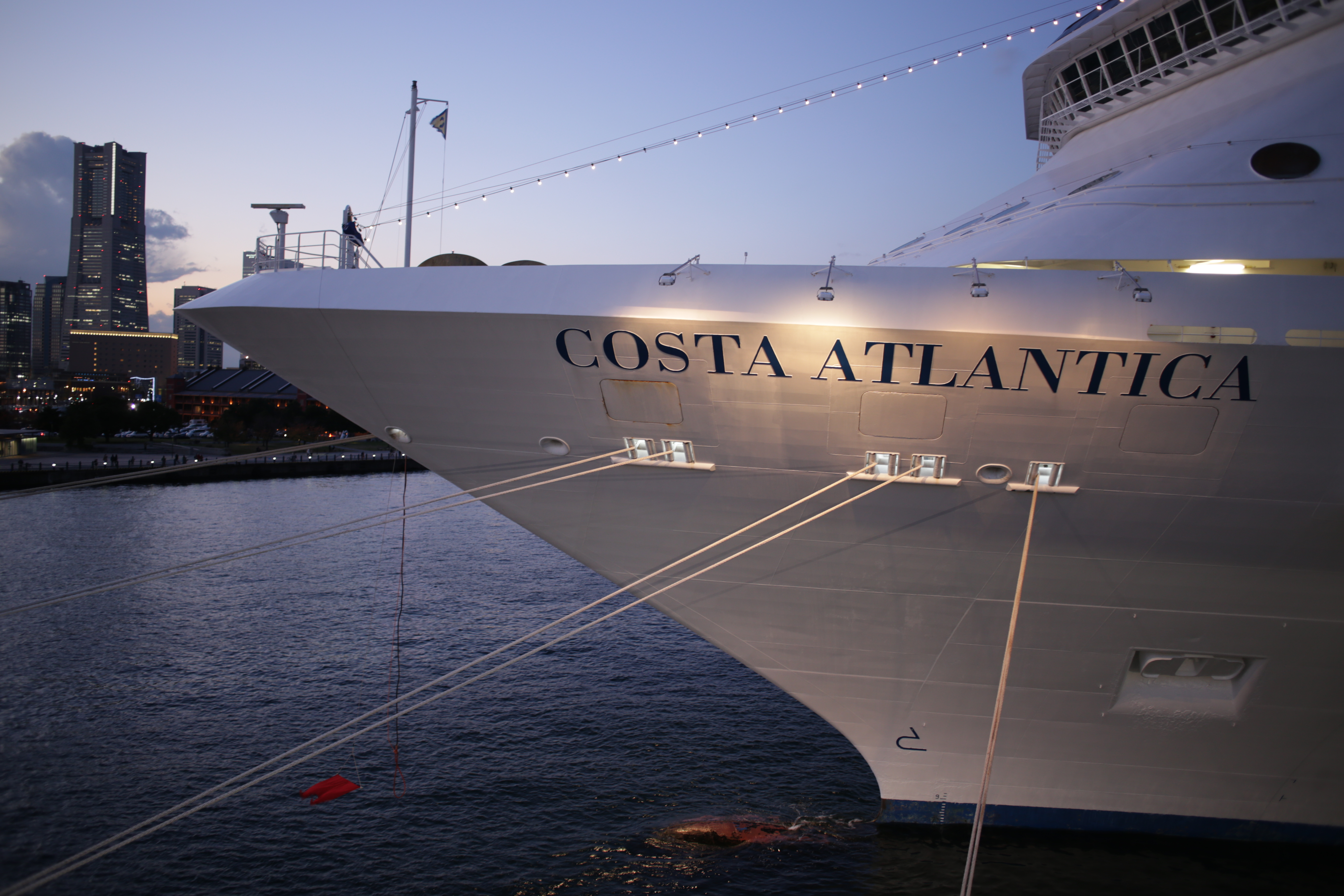
船首 横浜大さん橋にて
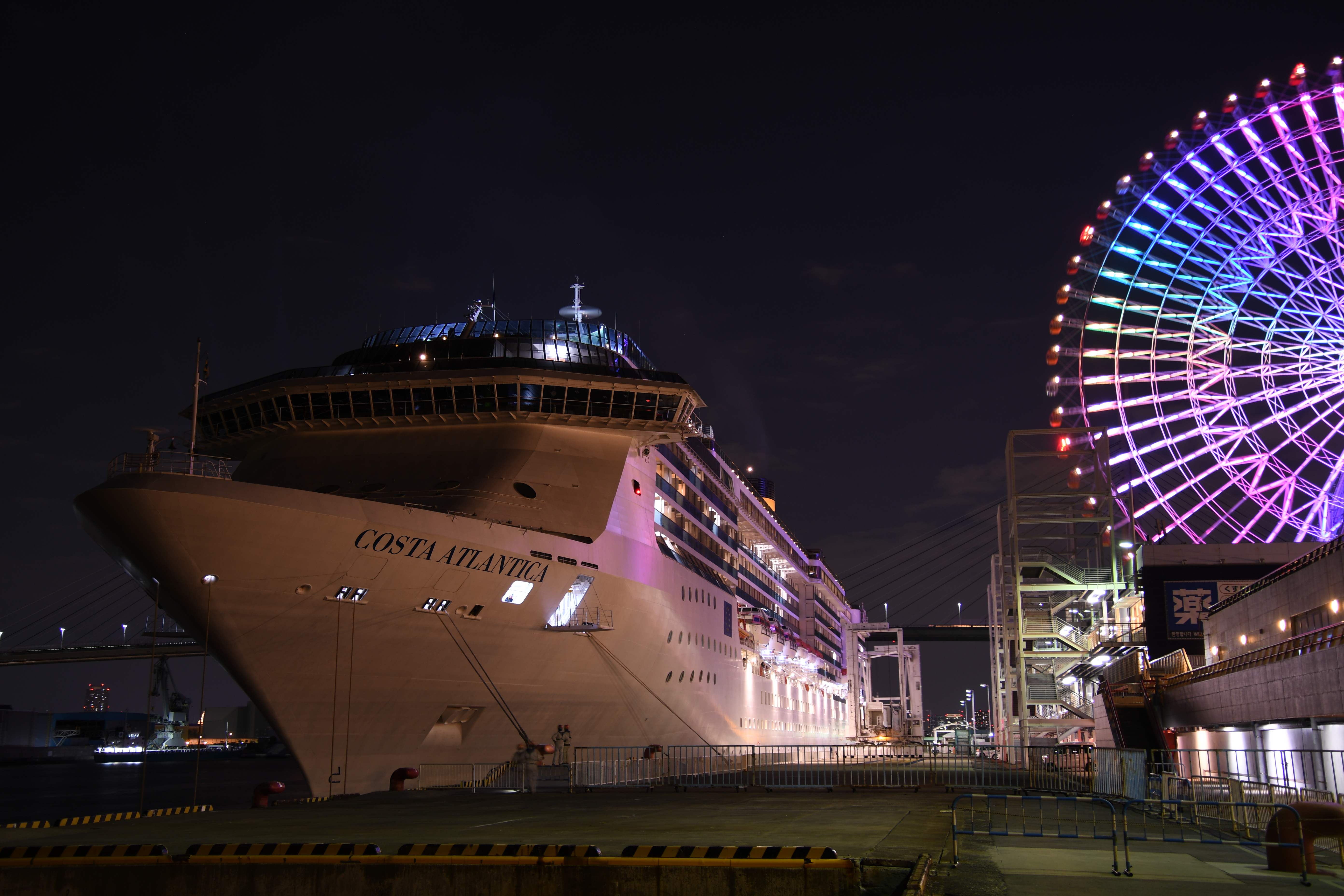
大阪天保山客船ターミナルにて

## 同型船
- 2番船　「コスタ・メディタラネア（Costa Mediterranea）」

2003年5月22日竣工。

## 新型コロナウイルスの集団感染
同船は、2020年1月29日に長崎港に入港、翌日にドックに入り、3月25日まで船の修繕を行った。当初、中国のドックを予約したが各地での感染拡大を受け、長崎市に入港した経緯がある。寄港中に世界的な検疫強化の影響を受けて出航が困難となり乗客を乗せないまま停泊を続け、4月20日に長崎県と長崎市および三菱造船は、乗組員1人の新型コロナウイルス（COVID-19）感染が確認されたと発表する。長崎県は新型コロナウイルス感染症対策本部を組織し長崎市保健所とコスタ・アトランチカ号乗員、三菱造船、医療機関と港湾管理者を結び、インターネット上に同船の除染作業員を募集するデマが広がる中、感染症の封じ込めと乗組員の生活の維持に努めた。クルーズ船現地活動チームとして長崎大学、国立感染症研究所、国立国際医療研究センター、厚生労働省DMAT事務局ならびに香焼現地活動各救護班と自衛隊、近隣自治体の応援も受けそれぞれ検体採取や調査にあたり、地元医師会、長崎大学病院は医療を提供。このほかDPAT、DHEAT（災害時健康危機管理支援チーム）、長崎県栄養士会（栄養指導）と長崎市薬剤師会（乗組員への処方）を含む市民が支援した。感染発生時の清掃に加速化過酸化水素が使用された。
5月28日時点で船内の陽性者はいなくなり、31日にはフィリピン・マニラに向け出航した。
日本人の通訳1人を含む623人の乗組員のうち、4月21日から5月31日の期間に計502人が下船し、帰国（491人）あるいは入院（11人*）。出港時の乗員数は退院して戻った乗組員1人*と長崎港から乗船した医療従事者4人を加え126人であった。乗員のほとんどは外国籍であり、国籍はフィリピン、インド、インドネシア、中国の順に多かった。